# Корда, Михаил Михайлович
Михаил Михайлович Корда (род. 13 февраля 1965, с. Верин, Львовская область) — советский и украинский ученый в области медицинской биохимии. Доктор медицинских наук (1998), профессор (2001). Ректор Тернопольского государственного медицинского университета имени И. Я. Горбачевского (с января 2015). Заслуженный деятель науки и техники Украины (2017).

## Биография
Михаил Корда родился 13 февраля 1965 года в с. Верин. Рос со старшими сестрой Надеждой и братом Ярославом.

### Образование
В 1982 году с золотой медалью окончил Розвадовскую среднюю школу. В этом же году поступил в Тернопольский государственный медицинский институт (ныне университет) на специальность «Лечебное дело». В вузе был старостой группы, участником научных студенческих кружков по физике, биохимии и хирургии. Закончил обучение в 1988 году, получил диплом с отличием и квалификацию врача.

### Работа
С декабря 1988 года научная, педагогическая и организаторская деятельность Михаила Корды связана с Тернопольским государственным медицинским университетом — на кафедре медицинской биохимии он прошел путь от аспиранта до профессора и заведующего кафедрой, которую возглавил в 2002 году. В 2003—2004 годах работал научным сотрудником, в 2004—2007 — приглашенным профессором кафедры химии и биохимии Университета штата Огайо (США). В 2007—2014 годах вновь возглавлял кафедру медицинской биохимии и клинико-лабораторной диагностики и одновременно работал деканом факультета иностранных студентов. Как заведующий кафедрой медицинской биохимии профессор Михаил Корда вместе с педагогическим коллективом создал мощную методическую и информационно-технологическую базу для преподавателей и студентов, в том числе для англоязычных студентов. По его инициативе и непосредственном участии создана база виртуальных обучающих и контролирующих программ для практических занятий по биохимии, которые зарегистрированы как авторские свидетельства.
В январе 2015 года Михаил Корда избран ректором Тернопольского государственного медицинского университета имени И. Я. Горбачевского. Под его руководством университет удерживает лидерские позиции среди вузов Украины. За результаты отраслевого мониторинга высших учебных заведений и заведений последипломного образования МЗ Украины по основным показателям деятельности в 2015 году университет занял первое место, в 2016 — первое место среди высших медицинских учебных заведений Украины в рейтинге международного образовательного портала 4 International Colleges & Universities". В марте этого же года университет стал членом Европейской ассоциации университетов, которая объединяет более 850 учебных заведений из 47 стран. В 2015 г. университет избран одним из десяти украинских высших учебных заведений, которые принимают участие в Проекте содействия добропорядочности в Украине (Strengthening Academic Integrity in Ukraine Project — SAIUP), который реализуется Американскими советами по международному образованию в партнерстве с Министерством образования и науки Украины при поддержке Посольства США. В 2017 году университет получил сертификат и гравертон международного стандарта ISO 9001:2015 (управление качеством) по осуществлению образовательной и научной деятельности в соответствии с требованиями международных стандартов. Начато сотрудничество с рядом зарубежных университетов, в частности, с Государственным университетом Мюррея, Университетом имени Грента МакЮена (Канада), Саскачеванской политехникой (Канада), Университетом Реджайни (Канада), Университетом Закона (Германия), Тбилисским государственным медицинским университетом (Грузия), Институтом сельской медицины в Люблине (Польша), Поморской академией в Слупскую (Польша) и другими. Заключены договоры о получении двойных дипломов с Высшей школой безопасности и Государственной высшей школой имени Иоанна Павла II в Бялой Подляске (Польша). Начат ряд международных научных проектов с европейскими университетами.

### Семья
Жена Инна Владимировна — кандидат медицинских наук, доцент кафедры акушерства и гинекологии № 2 факультета иностранных студентов. Сын Михаил — ученик.

## Научная деятельность
Сфера научных интересов: биохимия свободных радикалов; гепатотоксикология; роль оксида азота в патологии сердечно-сосудистой системы; эндотелиальные механизмы дисфункции при ожирении, гипертония и атеросклероз; нанотоксикология, применение наноматериалов в медицине и фармации, эпидемиология, патогенез, лечение боррелиоза.
Автор и соавтор более 300 научных публикаций, учебно-методических пособий, национального учебника, 5 монографий, 25 патентов, подготовил 1 доктора и 6 кандидатов наук, под его руководством выполняются ещё 7 диссертаций.
Неоднократно принимал участие в международных конференциях как приглашенный докладчик, в частности, в США, Японии, Корее, Германии, Польше. По его инициативе проводятся всеукраинские научно-практические конференции, посвященные современным проблемам медицинской биохимии.
Председатель диссертационного совета Д 58.601.01, член специализированного ученого совета К 58.601.04.
Член редакционных коллегий ряда зарубежных и украинских научных журналов, в частности, ответственный редактор журналов «Social, Health and Communication Studies Journal» и «International Journal of Medicine and Medical Research», заместитель главного редактора научно-практических журналов «Медицинское образование» и «Медицинская и клиническая химия», научный консультант журнала «Фармацевтический журнал» и других.
Соредактор книги «Сквозь призму прошлого к настоящему» (2017).

## Награды
- Почетная грамота и медаль Кабинета Министров Украины — за значительный личный вклад в развитие медицинского образования и науки, многолетний добросовестный труд и высокий профессионализм (2009).
- Золотая награда «За заслуги перед Высшей школой имени Папы Иоанна Павла II» (2016, Польша).[13][14]
- Заслуженный деятель науки и техники Украины (21 января 2017).[15]
- Орден Святого Равноапостольного князя Владимира Великого III-й степени (2017)[16]
- Почетный профессор Самаркандского государственного медицинского института (2017)[17].
- Знак почета Национальной академии медицинских наук Украины (2017).[18][19]
- Почетный знак Федерации профессиональных союзов Украины (2017).[20]
- Грамоты и благодарности Министерство здравоохранения Украины, Тернопольской областной государственной администрации, Тернопольского областного и городского советов.